# Svend Erik Tarp
Svend Erik Tarp, född 8 juni 1908 i Thisted, Danmark, död 19 oktober 1994 i Köpenhamn, var en dansk kompositör.

## Biografi
Tarp växte upp i Kolding där han tog studentexamen 1927 och studerade sedan nusikvetenskap vid Köpenhamns universitet 1927-30. Han fick sin fortsatta utbildning fram till 1932 vid Musikkonservatoriet i Köpenhamn där han studerade musikteori och musikhistoria under Knud Jeppesen och Rudolph Simonsen. Därefter bedrev han kompositionsstudier i Tyskland, Österrike och Nederländerna 1933-37.
Under sin följande karriär var Tarp musikkonsult i KODA 1938-61 och direktör 1961-74. Parallellt var han lärare vid Kungliga teaterns operaskola i Köpenhamn 1936-40, i Musikkonservatoriet 1936-45 samt ingick i lärarkollegit vid Köpenhamns universitet 1939-47.
Som kompositör gjorde Tarp redan under studietiden sig gällande som medlem i Det Unge Tonekunstnerselskab där han var medlem av censurkommittén 1934-37. Han var också engagerad i experimentell musik men pläderade för en vidarkoppling till ”vanlig” musik. Han har ofta anknutits till fransk expressionism och Stravinskij, men var produktiv inom de flesta genrer.
I början av 1950-talet började Tarp att allt mer ägna sig åt allvarliga och krävande arbeten. Först kom en serie av symfonier från Symphony nr 2 i Ess, 1949 till 4-7 under 1970-talet, men även opera, balett, musik för film. och radioteater samt större virtuosa pianoverk som Sonata, 1956. Men under 1970-talet, var han märkt av en ögonsjukdom som ledde till fullständig blindhet. Han fortsatte ändå att komponera, och de sista verken, inklusive Symphony nr 10, 1992, dikterade han för en assistent som ton för ton noterade det, som Tarp hörde från sin inre röst.
Tarp tilldelades 1985 Carl Nielsens och Anne Marie Carl Nielsens stipendium.